# Jürgen Csandl
Jürgen Csandl (* 9. Mai 1988 in Wien) ist ein ehemaliger österreichischer Fußballspieler, der heute als -trainer tätig ist.

## Karriere
Csandl begann seine Karriere beim SK Rapid Wien. Nachdem er zuvor in der Akademie gespielt hatte, debütierte er im Juni 2006 für die Amateurmannschaft in der Wiener Stadtliga, als er am 30. Spieltag der Saison 2005/06 gegen den SR Donaufeld Wien in der 65. Minute für Florian Gruber eingewechselt wurde. Zu Saisonende stieg Rapid II in die Regionalliga auf.
Im Jänner 2007 wechselte Csandl zum Bundesligisten ASKÖ Pasching und spielte nebenbei zudem in der AKA Linz. Für die Oberösterreicher absolvierte er allerdings kein Spiel in der Bundesliga. Nach der Umsiedlung des Vereins nach Saisonende nach Kärnten blieb Csandl in Oberösterreich; er schloss sich dem Zweitligisten SC Schwanenstadt an. Sein Debüt für den Verein aus dem Bezirk Vöcklabruck in der zweiten Liga gab er im September 2007, als er am zehnten Spieltag der Saison 2007/08 gegen die Zweitmannschaft des FK Austria Wien in der 68. Minute für Blerim Ibrahimi eingewechselt wurde.
Dies blieb jedoch sein einziges Zweitligaspiel für die Schwanenstädter. Im Jänner 2008 wechselte Csandl zurück in seine Geburtsstadt zum Regionalligisten SV Wienerberger. Bereits nach einem halben Jahr gelang ihm der erneute Sprung in den Profifußball, indem er zum Vorarlberger Zweitligisten FC Lustenau 07 wechselte. Im Sommer 2009 wurde er allerdings gekündigt.
In der Winterpause der Saison 2009/10 folgte ein erneuter Wechsel nach Wien, wo er sich diesmal dem drittklassigen Sportklub anschloss. Nach knapp eineinhalb Jahren bei den Wienern wechselte er zur Saison 2011/12 ins Burgenland zum Ligakonkurrenten SC Ritzing. Für die Ritzinger absolvierte er in jener Saison 27 Partien in der Regionalliga Ost.
Doch bereits nach einem Jahr erfolgte Csandls nächster Vereinswechsel: Er schloss sich dem niederösterreichischen Ligakonkurrenten 1. SC Sollenau an. Nach zweieinhalb Jahren und über 72 Pflichtspielen verließ er den Verein im Jänner 2015 und kehrte zum Wiener Sportklub zurück. Zur Saison 2016/17 wechselte er zum Stadt- und Ligarivalen First Vienna FC.
Zur Saison 2017/18 schloss er sich dem SV Horn an. Zu Saisonende konnte man in die 2. Liga aufsteigen. Nach dem Aufstieg wechselte er im Sommer 2018 zum Regionalligisten Wiener Sport-Club. Bis zu seinem Karriereende am Ende der Spielzeit 2022/23 hatte er es auf 82 Regionalligaeinsätze für den Sport-Club gebracht und arbeitete in weiterer Folge ab dem Sommer 2023 an der Seite von Robert Weinstabl als Co-Trainer des Drittligisten. Nach dem überraschenden Abgang von Weinstabl, der im September zum Zweitligisten Lafnitz wechselte, übernahm zwischenzeitlich mit Denis Kulovits ein weiterer Co-Trainer des Sport-Clubs interimistisch die Drittligamannschaft. Dieser legte das Amt jedoch nach nur einem Monat aufgrund gesundheitlicher Probleme zurück, woraufhin Edvin Merdzic, der Trainer der zweiten Mannschaft des Klubs, und Csandl die interimistische Leitung des Wiener Sport-Clubs übernahmen bis der Verein nach Abschluss der Hinrunde eine adäquate Lösung in der Trainerproblematik gefunden hat. Davor war Csandl bereits vier Jahre lang im Nachwuchsbereich des Klubs als Trainer tätig gewesen.